# Borrazópolis
Borrazópolis ist ein brasilianisches Munizip im Bundesstaat Paraná. Es hat 7.932 Einwohner (2022), die sich Borrazopolitaner nennen. Seine Fläche beträgt 334 km². Es liegt 646 Meter über dem Meeresspiegel.

## Etymologie
Der Name wurde zu Ehren von Francisco José Borraz, Generalsuperintendent des Banco do Rio Grande do Sul S/A gewählt. Er war einer der Gründer und treibenden Kräfte hinter der Entwicklung des Munizips.

## Geschichte

### Besiedlung
Das Munizip wurde von der Colonizadora Rio Bom entwickelt, einer Tochter des Banco do Rio Grande do Sul S/A. Als Besitzerin eines für den Kaffeeanbau geeigneten Geländes im Tal des Ivaí begann sie 1948 mit der Organisation der Flächen, der Abholzung des Waldes, dem Anlegen von Straßen, der Vermessung und Abgrenzung von Grundstücken und der Anwerbung von Interessenten für den Kauf von Land.
So entstand ein Dorf, dessen ursprünglicher Name "Catugi" lautete. In nur fünf Jahren, d. h. von 1948 bis 1953, entwickelte es sich von einem einfachen, im Inneren der Gemeinde Apucarana gelegenen Landgut zu einem autonomen Munizip.

### Erhebung zum Munizip
Die Gemeinde wurde durch das Staatsgesetz Nr. 1132 vom 12. Juni 1953 unter dem Namen Catugi e Rio Bom in den Rang eines Munizips erhoben. Mit dem Staatsgesetz Nr. 250 vom 18. November 1954  erhielt das Munizip den neuen Namen Borrazópolis.

## Geografie

### Fläche und Lage
Borrazópolis liegt auf dem Terceiro Planalto Paranaense (der Dritten oder Guarapuava-Hochebene von Paraná) auf 23° 56′ 27″ südlicher Breite und 51° 35′ 16″ westlicher Länge. Es hat eine Fläche von 334 km². Es liegt auf einer Höhe von 646 Metern.

### Vegetation
Das Biom von Borrazópolis ist Mata Atlântica.

### Klima
In Borrazópolis herrscht gemäßigt und warmes Klima. Die meiste Zeit im Jahr ist mit erheblichem Niederschlag zu rechnen. Selbst im trockensten Monat fällt eine Menge Regen. Die Klimaklassifikation nach Köppen und Geiger lautet Cfa. Es herrscht im Jahresdurchschnitt eine Temperatur von 21,6 °C. Innerhalb eines Jahres gibt es 1624 mm Niederschlag.

### Gewässer
Der Ivaí bildet die südwestliche Grenze des Munizips. Sein rechter Nebenfluss Rio Bom begrenzt das Munizip im Norden.

### Straßen
Borrazópolis ist über die PRT-466 mit Kaloré und über die PR-453 mit Cruzmaltina verbunden.

### Nachbarmunizipien
| Kaloré           | Novo Itacolomi                              | Rio Bom                 |
| São João do Ivaí | Kompassrose, die auf Nachbargemeinden zeigt |                         |
| Lunardelli       | Lidianópolis                                | Faxinal und Cruzmaltina |

## Stadtverwaltung
Bürgermeister: Dalton Fernandes Moreira, PDT (2021–2024)
Vizebürgermeister: Marcelo Pires Rodrigues, Republicanos (2021–2024)

## Demografie

### Bevölkerungsentwicklung
| Jahr | Einwohner | Stadt | Land |
| ---- | --------- | ----- | ---- |
| 1960 | 17.945    | 13 %  | 87 % |
| 1970 | 24.137    | 17 %  | 83 % |
| 1980 | 15.456    | 32 %  | 68 % |
| 1991 | 11.481    | 48 %  | 52 % |
| 2000 | 9.453     | 68 %  | 32 % |
| 2010 | 7.878     | 74 %  | 26 % |
| 2022 | 7.932     |       |      |

Quelle: IBGE (2011) und Volkszählung 2022

### Ethnische Zusammensetzung
| Gruppe *    | 1991   | 2000   | 2010   | wer sich als ...                                                                 |
| ----------- | ------ | ------ | ------ | -------------------------------------------------------------------------------- |
| Weiße       | 65,9 % | 73,7 % | 66,2 % | weiß bezeichnet                                                                  |
| Schwarze    | 2,4 %  | 2,4 %  | 2,4 %  | schwarz bezeichnet                                                               |
| Gelbe       | 1,8 %  | 0,6 %  | 2,2 %  | von fernöstlicher Herkunft wie japanisch, chinesisch, koreanisch etc. bezeichnet |
| Braune      | 29,9 % | 22,8 % | 28,5 % | braun oder als Mischung aus mehreren Gruppen bezeichnet                          |
| Indigene    | 0,1 %  | 0,2 %  | 0,6 %  | Ureinwohner oder Indio bezeichnet                                                |
| ohne Angabe | 0,0 %  | 0,3 %  | 0,0 %  |                                                                                  |

*) Das IBGE verwendet für Volkszählungen ausschließlich diese fünf Gruppen. Es verzichtet bewusst auf Erläuterungen. Die Zugehörigkeit wird vom Einwohner selbst festgelegt.
Quelle: IBGE (Stand: 1991, 2000 und 2010)